# TT61
La tombe thébaine TT 61 est située à Cheikh Abd el-Gournah, dans la nécropole thébaine, sur la rive ouest du Nil, face à Louxor en Égypte.
C'est la sépulture d'Ouseramon, vizir durant les règnes d'Hatchepsout et Thoutmôsis III. Ouseramon serait également l'occupant d'une autre tombe, la TT131.